# Angela Knösel
Angela Knösel (ur. 29 sierpnia 1949 w Mühlhausen/Thüringen) – enerdowska saneczkarka, medalistka mistrzostw Europy.
Na igrzyskach startowała jeden raz. W 1968 zajęła czwarte miejsce, ale po zawodach, razem z koleżankami z reprezentacji Ortrun Enderlein i Anną-Marią Müller, została zdyskwalifikowana za nielegalne podgrzewanie przed startem płóz sanek. Na mistrzostwach Europy zdobyła dwa medale. W 1970 zdobyła srebro, powtarzając ten sukces również rok później, w 1971.

## Osiągnięcia

### Igrzyska olimpijskie
| Rok  | Miejsce  | Jedynki |
| ---- | -------- | ------- |
| 1968 | Grenoble | DSQ     |